# Валуца (Горж)
Валуца (рум. Văluța) насеље је у Румунији у округу Горж у општини Крушет. Oпштина се налази на надморској висини од 188 m.

## Становништво
Према подацима из 2002. године у насељу је живело 443 становника, од којих су сви румунске националности.